# Claudia Grigorescu
Claudia Laura Grigorescu-Vanţă (Bucarest, 6 gennaio 1968) è un'ex schermitrice rumena, specializzata nel fioretto. Ha vinto una medaglia di bronzo nella scherma ai Giochi olimpici.

## Palmarès
In carriera ha conseguito i seguenti risultati:
- Giochi olimpici

Barcellona 1992: bronzo nel fioretto a squadre.
- Mondiali

Losanna 1987: argento nel fioretto a squadre.
Budapest 1991: argento nel fioretto individuale.
Essen 1993: argento nel fioretto a squadre.
Atene 1994: oro nel fioretto a squadre.
L'Aia 1995: argento nel fioretto a squadre.
La Chaux de Fonds 1998: argento nel fioretto a squadre.
- Europei

Bolzano 1999: argento nel fioretto a squadre.
Funchal 2000: argento nel fioretto a squadre.
Coblenza 2001: bronzo nel fioretto a squadre.